# レクシー・ジョーンズ
レクシー・ジョーンズ（英: Lexi Jones、2000年8月15日 - ）はイギリス系アメリカ人のアーティスト、シンガーソングライター。本名はアレクサンドリア・ザーラ・ジョーンズ（英: Alexandria Zahra Jones）。

## 経歴

### 生い立ち
2000年8月15日、ニューヨーク市のマウントサイナイ病院で、イギリスのミュージシャンのデヴィッド・ボウイと、彼の2番目の妻であるソマリア系アメリカ人モデルのイマン・アブドゥルマジドとの間に生まれた。異母兄に父親の最初の結婚相手であるアンジー・ボウイとの間に生まれた映画監督のダンカン・ジョーンズがいる。また、母親の再婚相手である元アメリカ人バスケットボール選手スペンサー・ヘイウッドとの間に生まれた異母姉のズレカ・ヘイウッド（1978年生まれ）もいる。
ジョーンズは両親の公的な生活とは裏腹に私生活を送っていた。モデルの仕事のオファーもあったが、イマンは自身のモデルとしての経験と、娘にはできるだけ長くプライベートな生活を送ってほしいという理由で、そのオファーを断った。イマンは続けてこう語った。「あらゆるエージェンシー、あらゆるデザイナーが私に電話してきて、『もし彼女が望むなら、モデルをやってほしい』と言ってきました。私は『いいえ、やりたくない』と言いました。なぜ彼らが彼女にモデルを頼みたいかがわかりました。それは彼女がデヴィッド・ボウイの娘だからです。」
子供の頃から芸術に興味を持ち、早くから授業を受け、10代半ばには芸術に真剣に取り組むようになった。15歳だった2016年1月10日にボウイが肝臓癌で亡くなった。

### キャリア
2018年にロサンゼルスに移り、写真家兼ファッションデザイナーとして活躍した。2023年5月、自身のウェブサイトを立ち上げ作品を販売し始めた。その年の後半、「ALXX」というスローガンを掲げてオンラインで初の衣料品ラインを立ち上げた。
2021年初頭に初の楽曲をリリースした。2025年に発表した詩『デヴィッド・ボウイの娘(David Bowie's Daughter)』ではこう語っている：

私はコピーでも影でもない。あなたと同じように、まごつている、ただの女の子なのよ。

同年4月4日にデビューアルバム『ザンドリ』をリリースした。同作について、マデリン・ルーセルはインディペンデント紙で「ジャンル間をシームレスに行き来する彼女の能力は、ジャンルを超えた音楽的スキルを持っていることを示している」と書いている。アルバム発売後、ジョーンズは父と比較されることについて、「父の跡を継ぐつもりはありません。私なりの平穏を見つけていこうと思います」と述べた。

## 私生活
生涯を通じて精神的な健康問題に苦しんでいたことを公言している。暗い状況から抜け出すための対処法として芸術を活用したと語っている。

## ディスコグラフィ
- 『ザンドリ』 – Xandri（2025年）12曲、47分